# بیلی پرستون
ویلیام اورت (بیلی) پرستون (به انگلیسی: William Everett "Billy" Preston) (۲ سپتامبر ۱۹۴۶ — ۶ ژوئن ۲۰۰۶) موسیقی‌دان آمریکایی بود.
 او به عنوان نوازنده پیانو با گروه‌ها و هنرمندانی چون بیتلز، رولینگ استونز، ری چارلز، سم کوک، لیتل ریچارد، رد هات چیلی پپرز و اریک کلپتون همکاری کرد و به عنوان خواننده تک نیز موفقیت‌هایی به دست آورد.